# Escrime aux Jeux olympiques d'été de 2024
Navigation
Tokyo 2020 Los Angeles 2028
Les épreuves d'escrime aux Jeux olympiques d'été de 2024 se déroulent au Grand Palais de Paris, du 27 juillet au 4 août 2024.

## Lieu de la compétition
Les compétitions d'escrime ont lieu dans le Grand Palais, un monument parisien situé en bordure des Champs-Élysées, ouvert en 1900.
Outre l'escrime, il accueillera également les épreuves de taekwondo aux Jeux olympiques, et celles de taekwondo et d'escrime des Jeux paralympiques.

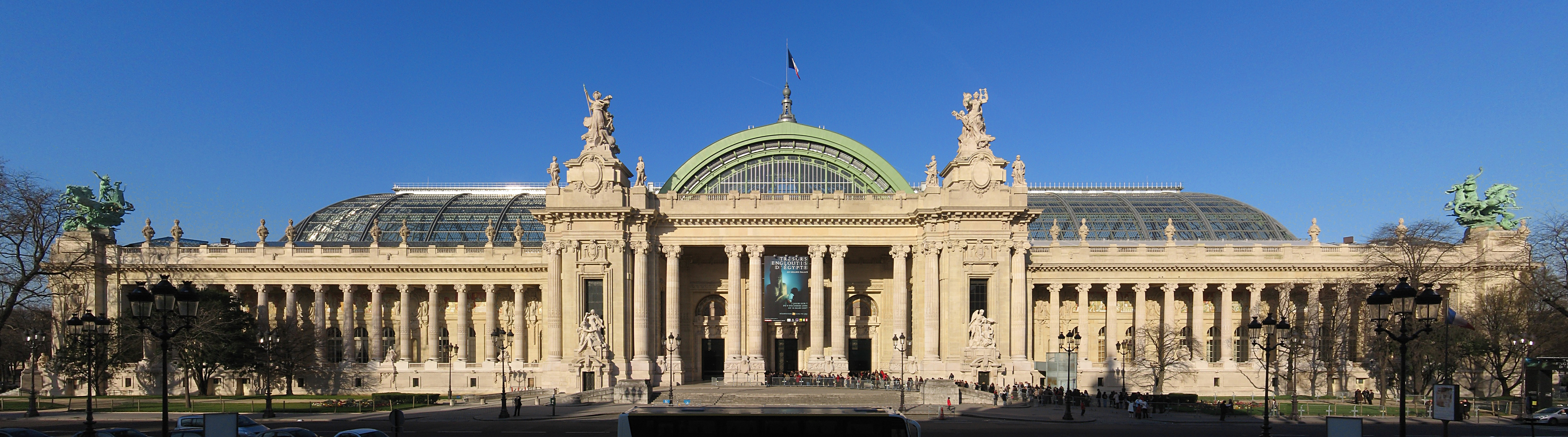
Façade principale conçue par Henri Deglane.

## Qualifications
Comme lors de l'édition précédente, 212 quotas olympiques sont alloués aux épreuves d'escrime, avec parité entre hommes et femmes (106 représentants chacun). Parmi ces 212, deux quotas dits d'universalité sont attribués par une commission tripartite composée de représentants du Comité international olympique, de la Fédération internationale d'escrime et d'un comité national olympique au moins. Le pays organisateur dispose de 6 quotas qu'il peut allouer à ses représentants en cas d'échec lors de la procédure de compétition normale. Cependant, si le pays organisateur parvient à qualifier plus de quatre équipes, le nombre maximal de représentant par épreuve individuelle étant de trois, les trois, voire six quotas du pays hôte sont récupérés par la commission tripartite, qui les attribue selon le principe d'universalité.
Le mode de qualification principal est la qualification par équipes. Huit équipes sont qualifiées par arme et par genre, chaque équipe comprenant trois tireurs qui sont automatiquement versés dans les épreuves individuelles. Si le pays hôte n'a pas qualifié d'équipe dans une épreuve, il peut, grâce à ses quotas, qualifier une équipe supplémentaire. En plus de ces 24 ou 27 engagés qualifiés par équipes, dix tireurs sont qualifiés ou par le biais du classement mondial, ou par le biais des tournois de qualification olympique. Ce sont donc entre 34 et 37 tireurs qui se disputent les médailles individuelles.
À la suite du scandale lié à la disqualification de la sabreuse ukrainienne Olha Kharlan lors des championnats du monde d'escrime 2023, la FIE a réagi en lui offrant d'office un quota qualificatif individuel pour ces Jeux.

## Calendrier
- F : finales

| Épreuve ↓ / Date → | Épreuve ↓ / Date → | Épreuve ↓ / Date → | Juillet | Juillet | Juillet | Juillet | Juillet | Août | Août | Août | Août |
| Épreuve ↓ / Date → | Épreuve ↓ / Date → | Épreuve ↓ / Date → | Sa 27   | Di 28   | Lu 29   | Ma 30   | Me 31   | Je 1 | Ve 2 | Sa 3 | Di 4 |
| ------------------ | ------------------ | ------------------ | ------- | ------- | ------- | ------- | ------- | ---- | ---- | ---- | ---- |
| Hommes             | Épée               | Individuel         |         | F       |         |         |         |      |      |      |      |
| Hommes             | Épée               | Par équipes        |         |         |         |         |         |      | F    |      |      |
| Hommes             | Fleuret            | Individuel         |         |         | F       |         |         |      |      |      |      |
| Hommes             | Fleuret            | Par équipes        |         |         |         |         |         |      |      |      | F    |
| Hommes             | Sabre              | Individuel         | F       |         |         |         |         |      |      |      |      |
| Hommes             | Sabre              | Par équipes        |         |         |         |         | F       |      |      |      |      |
| Femmes             | Épée               | Individuel         | F       |         |         |         |         |      |      |      |      |
| Femmes             | Épée               | Par équipes        |         |         |         | F       |         |      |      |      |      |
| Femmes             | Fleuret            | Individuel         |         | F       |         |         |         |      |      |      |      |
| Femmes             | Fleuret            | Par équipes        |         |         |         |         |         | F    |      |      |      |
| Femmes             | Sabre              | Individuel         |         |         | F       |         |         |      |      |      |      |
| Femmes             | Sabre              | Par équipes        |         |         |         |         |         |      |      | F    |      |

## Médaillés

### Podiums masculins
| Épreuves                                | Or                                                                         | Argent                                                                       | Bronze                                                                               |
| --------------------------------------- | -------------------------------------------------------------------------- | ---------------------------------------------------------------------------- | ------------------------------------------------------------------------------------ |
| Épée individuelle résultats détaillés   | Kōki Kanō (JPN)                                                            | Yannick Borel (FRA)                                                          | Mohamed El-Sayed (EGY)                                                               |
| Épée par équipes résultats détaillés    | Hongrie - Tibor Andrásfi - Máté Koch - Gergely Siklósi - Dávid Nagy        | Japon - Kōki Kanō - Kazuyasu Minobe - Masaru Yamada - Akira Komata           | Tchéquie - Jiří Beran - Jakub Jurka - Martin Rubeš - Michal Čupr                     |
| Fleuret individuel résultats détaillés  | Cheung Ka Long (HKG)                                                       | Filippo Macchi (ITA)                                                         | Nick Itkin (USA)                                                                     |
| Fleuret par équipes résultats détaillés | Japon- Takahiro Shikine - Kazuki Iimura - Kyosuke Matsuyama - Yudai Nagano | Italie- Tommaso Marini - Guillaume Bianchi - Filippo Macchi - Alessio Foconi | France- Enzo Lefort - Maxime Pauty - Maximilien Chastanet - Julien Mertine           |
| Sabre individuel résultats détaillés    | Oh Sang-uk (KOR)                                                           | Farès Ferjani (TUN)                                                          | Luigi Samele (ITA)                                                                   |
| Sabre par équipes résultats détaillés   | Corée du Sud- Oh Sang-uk - Gu Bon-gil - Park Sang-won - Do Gyeong-dong     | Hongrie- Áron Szilágyi - Csanád Gémesi - András Szatmári - Krisztián Rabb    | France- Sébastien Patrice - Maxime Pianfetti - Boladé Apithy - Jean-Philippe Patrice |

### Podiums féminins
| Épreuves                                | Or                                                                              | Argent                                                                                              | Bronze                                                                                             |
| --------------------------------------- | ------------------------------------------------------------------------------- | --------------------------------------------------------------------------------------------------- | -------------------------------------------------------------------------------------------------- |
| Épée individuelle résultats détaillés   | Kong Man Wai (HKG)                                                              | Auriane Mallo-Breton (FRA)                                                                          | Eszter Muhari (HUN)                                                                                |
| Épée par équipes résultats détaillés    | Italie- Rossella Fiamingo - Mara Navarria - Giulia Rizzi - Alberta Santuccio    | France- Marie-Florence Candassamy - Alexandra Louis-Marie - Auriane Mallo-Breton - Coraline Vitalis | Pologne- Aleksandra Jarecka - Alicja Klasik - Renata Knapik-Miazga - Martyna Swatowska-Wenglarczyk |
| Fleuret individuel résultats détaillés  | Lee Kiefer (USA)                                                                | Lauren Scruggs (USA)                                                                                | Eleanor Harvey (CAN)                                                                               |
| Fleuret par équipes résultats détaillés | États-Unis- Jacqueline Dubrovich - Lee Kiefer - Lauren Scruggs - Maia Weintraub | Italie- Arianna Errigo - Martina Favaretto - Alice Volpi - Francesca Palumbo                        | Japon- Sera Azuma - Karin Miyawaki - Yūka Ueno - Komaki Kikuchi                                    |
| Sabre individuel résultats détaillés    | Manon Apithy-Brunet (FRA)                                                       | Sara Balzer (FRA)                                                                                   | Olha Kharlan (UKR)                                                                                 |
| Sabre par équipes résultats détaillés   | Ukraine- Yuliya Bakastova - Alina Komachtchouk - Olha Kharlan - Olena Kravatska | Corée du Sud- Choi Se-bin - Jeon Ha-young - Jeon Eun-hye - Yoon Ji-su                               | Japon- Risa Takashima - Seri Ozaki - Misaki Emura - Shihomi Fukushima                              |

### Tableau des médailles
- Pays organisateur (France)

| Rang  | Nation       | Or | Argent | Bronze | Total |
| ----- | ------------ | -- | ------ | ------ | ----- |
| 1     | Japon        | 2  | 1      | 2      | 5     |
| 2     | États-Unis   | 2  | 1      | 1      | 4     |
| 3     | Corée du Sud | 2  | 1      | 0      | 3     |
| 4     | Hong Kong    | 2  | 0      | 0      | 2     |
| 5     | France       | 1  | 4      | 2      | 7     |
| 6     | Italie       | 1  | 3      | 1      | 5     |
| 7     | Hongrie      | 1  | 1      | 1      | 3     |
| 8     | Ukraine      | 1  | 0      | 1      | 2     |
| 9     | Tunisie      | 0  | 1      | 0      | 1     |
| 10    | Canada       | 0  | 0      | 1      | 1     |
| 10    | Égypte       | 0  | 0      | 1      | 1     |
| 10    | Pologne      | 0  | 0      | 1      | 1     |
| 10    | Tchéquie     | 0  | 0      | 1      | 1     |
| Total | Total        | 12 | 12     | 12     | 36    |